# Valenciennea parva
Valenciennea parva är en fiskart som beskrevs av Douglass Fielding Hoese och Larson, 1994. Valenciennea parva ingår i släktet Valenciennea och familjen smörbultsfiskar. Inga underarter finns listade i Catalogue of Life.

## Bildgalleri

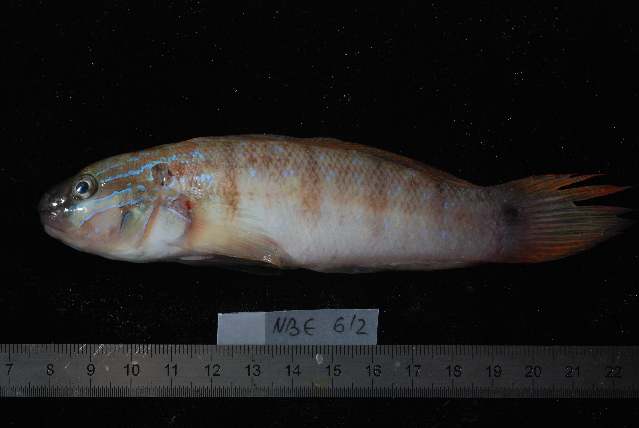